# Walter Henn (Regisseur)
Walter Henn (* 10. Dezember 1931 in Berlin; †  22. März 1963 in Basel) war ein deutscher Regisseur und Drehbuchautor, dem Günter Grass posthum seinen Roman Hundejahre widmete, nachdem Henn im Alter von nur 31 Jahren vor einer geplanten Verfilmung der Grass-Novelle Katz und Maus verstorben war.

## Leben
Henn arbeitete anfangs ausschließlich als Theaterregisseur. Über eine Zwischenstation in Frankfurt am Main kam er nach Berlin, wo er zunächst Fritz Kortner assistierte. Seine erste Inszenierung an den damals von Boleslaw Barlog geleiteten Staatlichen Schauspielbühnen Berlins war Georg Kaisers Die Papiermühle in der Spielzeit 1958/59. Es folgten zwölf weitere Inszenierungen an den "Barlog-Bühnen", unter anderem am 28. September 1959 am Schillertheater das von Pinkas Braun ins Deutsche übersetzte Theaterstück Die Zoogeschichte nach dem Einakter The Zoo Story von Edward Albee. Henn reüssierte schnell: "Berlins Kritiker nannten ihn schon bald nach seinem ersten großen Erfolg, halb im Scherz, halb im Ernst, 'unser junges Regie-Genie'", schrieb Walther Karsch in seinem Nachruf. Der Kritiker führte weiter aus: "Worin bestand Henns Eigenart? Er ging von dem zu gestaltenden Wort aus. (...) Bei Strindbergs 'Totentanz', bei dem man sich fragen kann, ob dieses Stück überhaupt noch spielbar sei, dämpfte Henn das Makabre, machte das Hysterische natürlich, lockerte das Überzogene, vermenschlichte das Satanische an Kapitän Edgar und seiner Frau Alice, ohne etwa den Grundton in der Orgie dieser Haßliebe zu verfälschen. Daß die beiden sich immer noch lieben, hatte noch keine der Inszenierungen, die wir bis dahin gesehen hatten, so deutlich gemacht wie diese. So klar hatte Henn den Kern herausgeschält."
1961 erhielt Henn den Berliner Kunstpreis in der Kategorie "Junge Generation", für 1961/62 den Theaterpreis der Berliner Kritiker. Zu Gastinszenierungen wurde der junge Regisseur nach Wien und Zürich geholt.
Seit Beginn der 1960er Jahre entstanden unter seiner Regie vier Fernsehfilme, und zwar zunächst 1960 Dr. Knock nach dem Drama Knock ou le Triomphe de la médecine von Jules Romains mit Richard Münch in der Titelrolle sowie Hans Leibelt und Agnes Windeck als Eheleute Caramelle.
1963 verfilmte Henn Albees Die Zoogeschichte in der Übersetzung von Pinkas Braun mit Kurt Buecheler als „Peter“ sowie Thomas Holtzmann in der Rolle des „Jerry“ in einer Aufführung des Berliner Schillertheaters für den Sender Freies Berlin.
Ebenfalls 1963 entstand für den Südwestfunk die Adaption Der Spieler nach Nikolai Wassiljewitsch Gogol, für die Henn auch das Drehbuch geschrieben hatte. An der Seite von Hans Korte spielten Wolfried Lier und Hugo Lindinger die Hauptrollen in dieser von Sigismund von Radecki ins Deutsche übertragenen Komödie.
Zuletzt inszenierte Henn 1963 die ebenfalls von Gogol verfasste Novelle Der Mantel nach einem Drehbuch von Arthur Adamov. In diesem vom SWF produzierten Fernsehfilm spielten neben Walter Bluhm als „Akakij Akakijewitsch“ unter anderem Günther Lüders, Robert Rathke und abermals Wolfried Lier mit.
Nachdem Henn – Karsch zufolge an einem Lungenpilz – im Alter von nur 31 Jahren vor dem für den 10. Juni 1963 in Danzig geplanten Drehbeginn einer von Hansjürgen Pohland produzierten Kino-Adaption der Grass-Novelle Katz und Maus verstorben war, widmete ihm Günter Grass posthum seinen 1963 erschienenen Roman Hundejahre.

## Filmografie
- 1960: Dr. Knock
- 1963: Die Zoogeschichte
- 1963: Die Spieler
- 1963: Der Mantel